# Cuphea sclerophylla
Cuphea sclerophylla är en fackelblomsväxtart som beskrevs av Emil Bernhard Koehne. Cuphea sclerophylla ingår i släktet blossblommor, och familjen fackelblomsväxter. Inga underarter finns listade i Catalogue of Life.